# 照相寫實主義

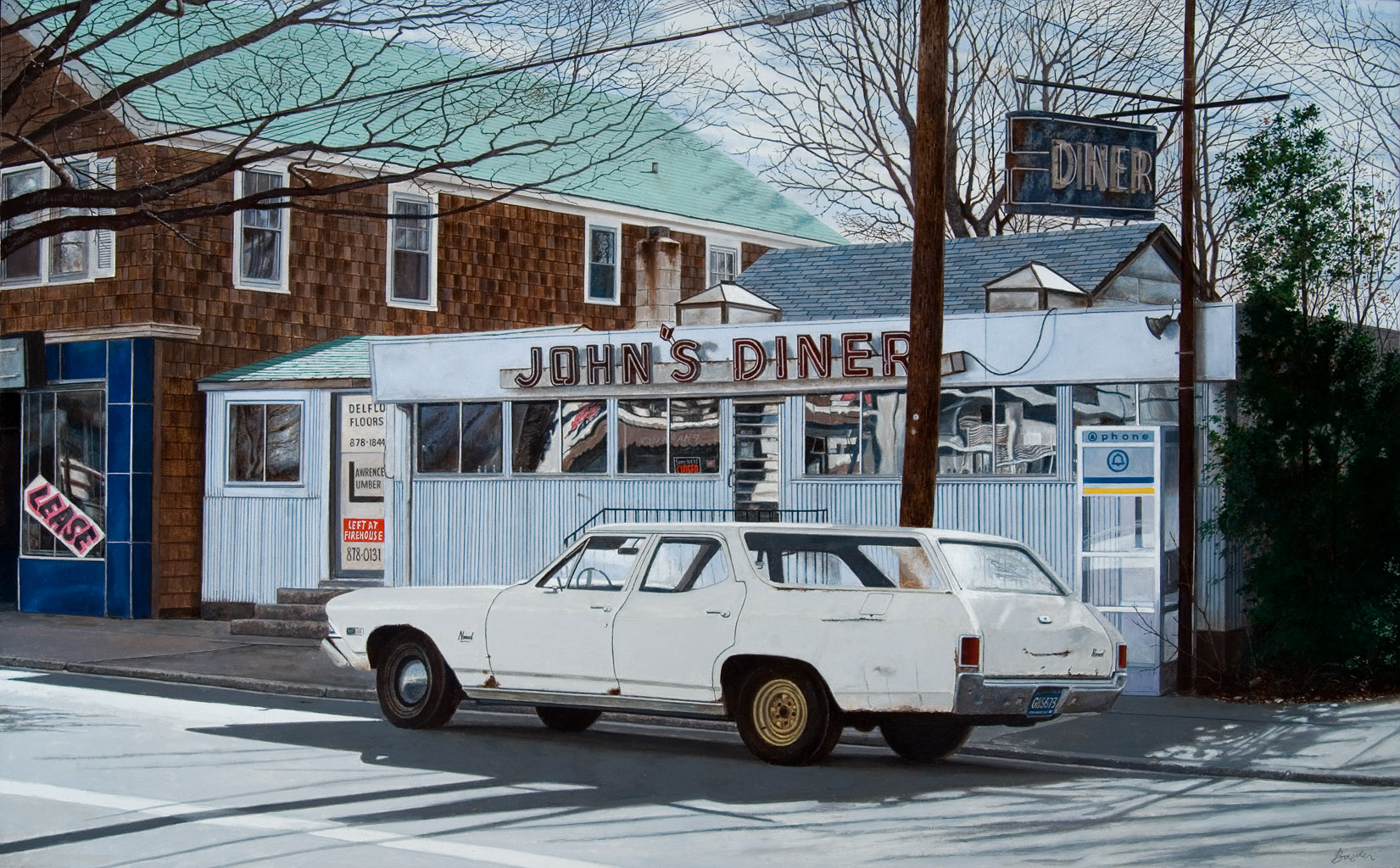
John's Diner with John's Chevelle的2007年作品
John Baeder, oil on canvas, 30×48 inches.

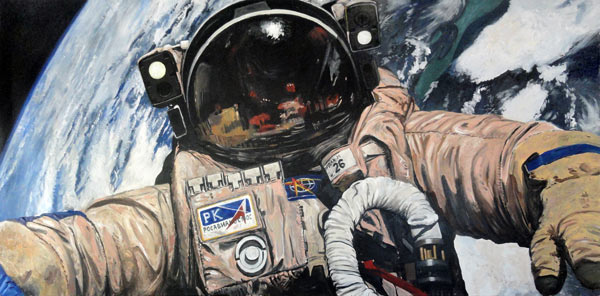
Ricardo André Frantz的2011年作品

照相寫實主義是基于相机和照相来采集视觉信息并依此创作画作的一派现实主义画风，产生于1960年代末70年代初的紐約。受電視和電影等的刺激是感官延伸，依賴照相術，是都市生活形態的產物，呈現的是「人工的自然」。代表畫家有泊爾斯坦（Pearlstein），查克·克洛斯（Close），唐艾迪（Don Eddy），和愛斯特（Estes）等。